# 6 червня
6 червня — 157-й день року (158-й в високосного року) в григоріанському календарі. До кінця року залишається 208 днів.

## Свята і пам'ятні дні

### Міжнародні
- Всесвітній день боротьби з хворобою Вернейля.[1]
- День садівництва.
- День кінотеатру просто неба.
- День Йо-йо.

### Національні
- Україна: День журналіста — професійне свято працівників засобів масової інформації України. Встановлене Указом Президента України від 25 травня 1994 року, в якому вказано, що День журналіста щорічно відзначається в день вступу Спілки журналістів України до Міжнародної федерації журналістів (1992).
- Швеція: Національне свято Королівства Швеція. День Шведського прапора.
- Тайвань: День інженера.
- Аргентина: День інженерної справи.
- Північна Корея: День Корейського Дитячого Союзу.
- Австралія: День штату Квінсленд.
- Болівія: День вчителя.
- Південна Корея: День пам'яті.
- Казахстан: День фінансової поліції. (1994)
- Чилі: Національний день торгівлі. (Día Nacional del Comercio)

### Релігійні

#### Християнство
Католицька церква:
- День Святого Норберта.

 Православна церква:
- Преподобного Віссаріона, чудотворця Єгипетського.
- Преподобного Іларіона Нового.
- Преподобномучениць дів Архелаї, Фекли і Сусанни.

### Інші
- у 2036, 3036,.. — день квадратного кореня

## Події
- 1654 — шведська королева Христина I зреклася свого престолу на користь двоюрідного брата Карла Густава та прийняла католицизм.
- 1683 — в Англії в Оксфорді відкрився перший у світі публічний музей.
- 1762 — під час Семирічної війни британські війська розпочали облогу Гавани.
- 1832 — початок Червневого повстання в Парижі.
- 1882 — ньюйорківець Генрі Сілі (англ. Henry W. Seeley) запатентував електричну праску
- 1889 — Велика пожежа в Сіетлі знищила весь центр міста.
- 1925 — Волтер Крайслер заснував автомобільну корпорацію «Chrysler»
- 1933 — у місті Кемден (штат Нью-Йорк) відкрився перший у світі кінотеатр, у якому фільм можна було дивитись не виходячи з автомобіля
- 1944 — в Західній Європі відкрито Другий фронт: на півночі Франції почалась висадка військ союзників по антигітлерівській коаліції
- 1981 — зареєстровано перших хворих на СНІД
- 1990 — Всеукраїнський православний собор у Києві проголосив патріархат УАПЦ і обрав митрополита Мстислава другим патріархом Української автокефальної православної церкви
- 1991 — Нобелівську премію миру вручено президенту Радянського Союзу Михайлу Горбачову
- 1992 — у Тернополі відбувся I Всеукраїнський конгрес лемків
- 2017 — під час громадянської війни в Сирії почалась битва за Ракку, в ході якої Сирійські демократичні сили (SDF) вибили з міста угрупування «Ісламської Держави»
- 2023 — окупаційні російські війська підірвали греблю Каховської ГЕС в ході російсько-української війни.[3]

## Народились
Дивись також Категорія:Народились 6 червня
- 1436 — Реґіомонтан, математик, астроном й астролог часів Німецького Відродження († 1476)
- 1530 — Ян Кохановський, польський поет і драматург
- 1599 — Дієго Веласкес, іспанський художник († 1660)
- 1606 — П'єр Корнель, французький драматург († 1684)
- 1621 — Петар Зринський, хорватський політик і громадський діяч. Бан Хорватії у 1664—71 роках.
- 1749 — Хосе де Рібас, російський адмірал, що керував забудовою Хаджибея († 1800)
- 1841 — Еліза Ожешко, польська письменниця († 1910)
- 1847 — Олександр Барвінський, український історик, педагог, громадсько-політичний діяч.
- 1850 — Карл Фердинанд Браун, німецький фізик, лауреат Нобелівської премії з фізики (1909) (разом з Гульєльмо Марконі) «за видатний внесок у створення бездротової телеграфії».
- 1868 — Роберт Фолкон Скотт, англійський дослідник Антарктиди († 1912)
- 1875 — Томас Манн, німецький письменник, лауреат Нобелівської премії († 1955)
- 1884 — Гуго Борхардт (нім. Hugo Borchardt), німецький інженер та конструктор стрілецької зброї
- 1889 — Ігор Сікорський, українсько-американський інженер (авіаконструктор) і підприємець, уродженець Києва
- 1903 — Арам Хачатурян, вірменський композитор († 1978)
- 1932 — Девід Скотт, американський астронавт
- 1934 — Альберт II, король Бельгії
- 1936 — Олександр Руденко-Десняк, український і російський журналіст, перекладач, громадський діяч, почесний голова Об'єднання українців Росії та ФНКА українців Росії
- 1936 — Роман Вільгельмі, польський актор театру та кіно († 1991)
- 1937 — Петро Перебийніс, український поет
- 1944 — Монті Александер, американський джазмен
- 1950 — Юрій Спіженко, український онколог, перший міністр охорони здоров'я незалежної України (1989—1994).
- 1956 — Юрій Шундров, український хокейний воротар.
- 1965 — Богдан Данилишин, український економіст і політик
- 1974 — Семен Семенченко, народний депутат Верховної Ради України VIII скликання, учасник війни на Донбасі.

## Померли
Дивись також Категорія:Померли 6 червня
- 1480 — Векк'єтта, італійський художник, скульптор та графік Сієнської школи
- 1561 — Рідольфо Гірландайо, італійський живописець, син Доменіко Гірландайо.
- 1832 — Джеремі Бентам, англійський філософ і правознавець.
- 1884 — Грегор Мендель, католицький священик і моравський біолог та ботанік, засновник сучасної генетики
- 1937 — Ладя Могилянська, українська поетеса, жертва сталінського терору.
- 1946 — Гергарт Гауптман, німецький письменник, драматург, лауреат Нобелівської премії
- 1948 — Луї Жан Люм'єр, винахідник кінематографа
- 1961 — Карл Густав Юнг, швейцарський психоаналітик, психолог, філософ, засновник напрямку аналітичної психології
- 1968 — Роберт Кеннеді, американський політичний і державний діяч, молодший брат убитого президента Джона Ф. Кеннеді.
- 1985 — Владимир Янкелевич, французький філософ і музикознавець
- 2009 — Жан Доссе, французький біолог, лауреат Нобелівської премії з фізіології і медицини 1980 року
- 2018 — Кіра Муратова, українська кінорежисерка.
- 2019 — Юрій Мушкетик, український письменник, Герой України, лавреат Шевченківської премії